# Gran Premio di Stiria 2020
Il Gran Premio di Stiria 2020 è stata la seconda prova della stagione 2020 del campionato mondiale di Formula 1. La gara si è corsa domenica 12 luglio sul Red Bull Ring di Spielberg, in Austria, vinta dal britannico Lewis Hamilton su Mercedes, all'ottantacinquesimo successo nel mondiale; Hamilton ha preceduto all'arrivo il suo compagno di squadra, il finlandese Valtteri Bottas, e l'olandese Max Verstappen su Red Bull Racing-Honda.
Per la prima volta nella storia uno stesso circuito ospita due gare valide per il campionato mondiale di Formula 1 nella stessa stagione. Il Red Bull Ring, infatti, era stato sede, la settimana precedente, del Gran Premio d'Austria.

## Vigilia

### Sviluppi futuri
La Renault annuncia l'ingaggio di Fernando Alonso, quale pilota titolare dal 2021. Il pilota spagnolo, che ha vinto i mondiali 2005 e 2006, aveva abbandonato la categoria al termine della stagione 2018, pur mantenendo il ruolo da pilota collaudatore e consigliere per la McLaren nel 2019. Ha già corso con la scuderia francese dal 2003 al 2006 e dal 2008 al 2009.
La Federazione Internazionale dell'Automobile introduce altre due gare per la stagione: il 13 settembre l'inedito Gran Premio della Toscana, da correre all'Autodromo internazionale del Mugello, che ospiterà così per la prima volta una gara iridata, la settimana successiva al Gran Premio d'Italia, e il 27 settembre il Gran Premio di Russia, da disputarsi nella sede tradizionale dell'Autodromo di Soči, nella sua data originaria. Il numero di gare confermate sale così a 10.

### Aspetti tecnici
Per questa gara la Pirelli, fornitrice unica degli pneumatici, porta gomme di mescola C2, C3 e C4, le stesse utilizzate per il Gran Premio d'Austria.
La Federazione conferma le tre zone ove i piloti possono attivare il Drag Reduction System: la prima zona è fissata tra la Castrol Edge (curva 1) e la Remus (curva 3), con punto di distacco fra i piloti posto prima della Castrol Edge; la seconda zona tra la Remus e la Schlossgold (curva 4), con il punto di determinazione del distacco fissato prima della Remus; la terza zona è sul rettilineo dei box, con detection point prima della Red Bull Mobile (curva 10).
La Williams sostituisce sulla monoposto di George Russell il motore V6, la MGU-H e il turbo. Queste sostituzioni non comportano penalizzazioni sulla griglia di partenza.

### Aspetti sportivi
Inizialmente la gara non era prevista nel calendario, ma a causa della pandemia di COVID-19, che ha portato alla cancellazione e al rinvio di numerose gare, la FIA è stata costretta a ridisegnare le date della stagione. Il Gran Premio viene inserito nel calendario mondiale solo a giugno. La gara si tiene a porte chiuse, come la precedente.
Il nuovo calendario prevede la disputa di due Gran Premi sul Red Bull Ring, a una settimana di distanza dal Gran Premio d'Austria, tenuto sulla stessa pista. Per la prima volta nella storia del mondiale di Formula 1 uno stesso circuito ospita due gare nella stessa stagione. L'ultimo tracciato a ospitare più gare, con vetture di Formula 1, nello stesso anno, era stato il circuito di Brands Hatch, che ospitò, nel 1982, due prove del campionato britannico di Formula 1, oltre che il Gran Premio di Gran Bretagna, prova valida per il campionato mondiale.
Per la prima volta l'Austria ospita due gare iridate nella stessa stagione, anche se nel 1961, nel paese, vennero tenute due gare con vetture di Formula 1, non valide per il campionato mondiale, il Gran Premio di Vienna 1961 e il Flugplatzrennen 1961. A causa del divieto di avere due gare in calendario con lo stesso nome, la gara è ribattezzata Gran Premio di Stiria, dal nome del land austriaco in cui ha sede il tracciato. Per la prima volta una gara iridata non è intitolata a una nazione, a una città o a un'area geografica vasta, ma a una suddivisione territoriale di uno Stato (anche se è presente il Gran Premio di Abu Dhabi, con quest'ultimo che è sia la città che l'emirato di cui è capitale, facente parte dello Stato degli Emirati Arabi Uniti). L'Austria è anche il primo Paese, dal 2012, a ospitare due gare valide per il mondiale nella stessa stagione (nel 2012 toccò alla Spagna, che fu sede, oltre che del Gran Premio nazionale anche del Gran Premio d'Europa). L'Austria è anche la prima nazione a ospitare due gare mondiali di fila, dopo l'Australia, che concluse la stagione 1995 e iniziò la stagione 1996, con due edizioni del proprio Gran Premio nazionale.
Il Gran Premio viene sponsorizzato dalla Pirelli.
Valtteri Bottas e Charles Leclerc sono messi sotto indagine dalla FIA, per non avere rispettato i protocolli anti COVID-19 previsti per il campionato, rientrando presso la loro residenza (Monte Carlo) dopo il Gran Premio d'Austria. Il regolamento prevede che tutte le persone coinvolte nel campionato non possano uscire dal gruppo ristretto di persone con le quali possono avere contatti. La Federazione assolve Bottas, in quanto il pilota finlandese non avrebbe avuto rapporti con persone estranee a differenza di Leclerc, che subisce un ammonimento.
L'ex pilota di Formula 1 Emanuele Pirro è nominato quale commissario aggiunto per la gara. L'italiano ha svolto in passato, in diverse occasioni, tale funzione, l'ultima al Gran Premio del Brasile 2019. Pirro era stato nominato quale commissario aggiunto per il Gran Premio d'Australia, ma il suo ruolo non ha avuto effetto in quanto il Gran Premio è stato annullato a causa della pandemia di COVID-19.
Nel corso della prima sessione di prove libere del venerdì il pilota britannico di Formula 2 Jack Aitken ha preso il posto di George Russell alla Williams, mentre il polacco Robert Kubica quello di Antonio Giovinazzi all'Alfa Romeo Racing.

## Prove

### Resoconto
Il pilota messicano della Racing Point Sergio Pérez risulta il più rapido della prima sessione di prove libere. Pérez, che ha girato con gomme soft, è arrivato a 51 millesimi dal tempo fatto segnare da Lewis Hamilton nella prima sessione del Gran Premio d'Austria corso nella settimana precedente sulla stessa pista. La temperatura dell'asfalto risulta in questa settimana di 24 °C più alta.
A meno di un decimo, e a parità di gomme, si è piazzato Max Verstappen su Red Bull Racing, che ha preceduto Valtteri Bottas su Mercedes. Questa scuderia ha però optato per raccogliere informazioni per la gara, utilizzando pneumatici a mescola dura e media. La buona prestazione della Racing Point è stata confermata dal quinto tempo per Lance Stroll. Come le Mercedes anche le Ferrari hanno utilizzato la sessione per dei test, non cogliendo tempi particolarmente significativi.
I due tester impegnati, Jack Aitken e Robert Kubica, hanno sfruttato la sessione per alcuni test aerodinamici su Williams e Alfa Romeo Racing, rispettivamente. Sull'altra Williams di Nicholas Latifi si è invece verificata una perdita di potenza della power unit, che ha costretto il canadese a interrompere la sessione in anticipo. Kevin Magnussen non è stato capace di chiudere un solo giro cronometrato, per un problema alla batteria, che è stata poi sostituita.
Al termine della prima sessione di prove libere Lando Norris è penalizzato di tre posizioni sulla griglia di partenza e di due punti sulla Superlicenza per un doppio sorpasso effettuato sotto il regime di bandiere gialle.
Max Verstappen coglie il miglior tempo, nella sessione pomeridiana. Il pilota olandese, che ha utilizzato gomme soft, ferma i cronometri su un tempo di sei decimi migliore rispetto a quello ottenuto da Hamilton nell'analoga sessione del gran premio della settimana precedente, pur con una temperatura dell'asfalto di 53 °C. La sessione risulta particolarmente importante in quanto, in previsione del maltempo annunciato per sabato, i risultati della sessione determinerebbero la griglia di partenza qualora non potessero disputarsi le qualifiche.
Verstappen ha preceduto Bottas, con le Mercedes che non hanno spinto la configurazione del motore, come fatto invece dalla Red Bull. Alle spalle del finlandese si sono piazzate ancora le Racing Point, con Pérez terzo e Stroll quarto. Al canadese sono stati annullati alcuni tempi per avere superato i limiti della pista. Stessa sorte è toccata a Sebastian Vettel, che ha chiuso solo con il sedicesimo tempo. Lewis Hamilton è sesto, preceduto anche da Carlos Sainz Jr..
La sessione è stata caratterizzata da un incidente di Daniel Ricciardo, uscito di pista, ad alta velocità, nella penultima curva. La sua Renault è andata a sbattere contro le barriere dopo che l'australiano aveva perso il retrotreno della monoposto. Il pilota è uscito dalla vettura claudicante, tanto da dovere essere portato al centro medico del circuito. La scuderia è costretta a sostituire il cambio della monoposto. Lando Norris, invece, ha limitato la sua prestazione nella sessione, a causa di alcuni dolori alla schiena, patiti già nella prima sessione.
La forte pioggia del sabato mattina impedisce lo svolgimento della terza sessione di prove libere, che così viene annullata.

### Risultati
Nella prima sessione del venerdì si è avuta questa situazione:
| Pos | Nº | Pilota          | Costruttore               | Tempo    | Gap    | Giri |
| --- | -- | --------------- | ------------------------- | -------- | ------ | ---- |
| 1   | 11 | Sergio Pérez    | Racing Point-BWT Mercedes | 1'04"867 |        | 32   |
| 2   | 33 | Max Verstappen  | Red Bull Racing-Honda     | 1'04"963 | +0"096 | 31   |
| 3   | 77 | Valtteri Bottas | Mercedes                  | 1'05"089 | +0"222 | 31   |

Nella seconda sessione del venerdì si è avuta questa situazione:
| Pos | Nº | Pilota          | Costruttore               | Tempo    | Gap    | Giri |
| --- | -- | --------------- | ------------------------- | -------- | ------ | ---- |
| 1   | 33 | Max Verstappen  | Red Bull Racing-Honda     | 1'03"660 |        | 27   |
| 2   | 77 | Valtteri Bottas | Mercedes                  | 1'03"703 | +0"043 | 36   |
| 3   | 11 | Sergio Pérez    | Racing Point-BWT Mercedes | 1'03"887 | +0"217 | 43   |

## Qualifiche

### Resoconto
Dopo che la pioggia aveva dato una tregua nel primo pomeriggio, torna intensa poco prima dell'ora fissata per l'inizio delle qualifiche, le 15:00. Viene inviata la vettura di sicurezza in pista, al fine di saggiare le condizioni del tracciato, e il direttore di gara, Michael Masi, annuncia la possibilità che la sessione venga posticipata alla domenica mattina. Le previsioni meteorologiche annunciano un indebolimento delle precipitazioni per le 16:00, ma nel frattempo la sessione è rimandata. Alle 15:35 la FIA indica alle 15:46 l'ora di inizio della sessione. Le vetture affrontano la pista con gomme da bagnato estremo, sempre con la preoccupazione di un nuovo rovescio intenso.
Sebastian Vettel marca il tempo di 1'24"235, davanti ad Antonio Giovinazzi. Il pilota dell'Alfa Romeo Racing precede l'altro ferrarista Charles Leclerc e le due Red Bull Racing di Max Verstappen e Alexander Albon. In seguito passa al comando George Russell, che ottiene 1'24"031. Giovinazzi si migliora con 1'23"828, grazie a una pista che migliora in aderenza, tanto da permettere a Leclerc di girare in 1'23"072; Kimi Räikkönen sale quarto, prima che Nicholas Latifi si piazzi al terzo posto. In difficoltà le Mercedes, con Hamilton che è solo diciannovesimo. Vettel migliora ancora, scalando al primo posto, davanti a Leclerc e Kevin Magnussen. Poco dopo il monegasco riagguanta il miglior tempo. È poi il turno di Esteban Ocon a piazzarsi al secondo posto, battuto in seguito da Verstappen. L'altro pilota Red Bull, Albon, riprende la quinta posizione, subito davanti a Carlos Sainz Jr.. Hamilton segna un tempo significativo, piazzandosi subito primo.
Leclerc riconquista presto il primato; la pista si sta asciugando rendendo molto difficile ottenere un tempo valido per la qualifica utilizzando gomme da bagnato estremo. Kimi Räikkönen rimonta terzo, Valtteri Bottas ottiene la migliore prestazione, mentre i due francesi, Esteban Ocon e Pierre Gasly, scalano rispettivamente al quarto e settimo posto. Latifi rimonta nono, mentre Sainz Jr. si migliora. Dopo un passaggio sulla ghiaia per Romain Grosjean, i suoi meccanici sono al lavoro sulla monoposto per consentire al pilota di proseguire la sessione.
Lewis Hamilton è nuovamente primo (1'19"664), davanti a Bottas, prima che Ocon s'intercali fra le due vetture anglo-tedesche. Sainz Jr. si piazza quarto mentre Max Verstappen è quinto. Anche Sergio Pérez migliora, ma rimane molto lontano dai tempi dei migliori, a differenza delle ottime prestazioni delle prove libere del venerdì. Lando Norris batte i tempi delle Mercedes; Vettel e Ricciardo si prendono il settimo e l'ottavo tempo, prima che Hamilton torni ancora primo, con 1'19"081. Il campione del mondo è presto battuto dalla McLaren di Sainz Jr., che scende sotto il muro del minuto e diciannove.
Hamilton ripassa davanti allo spagnolo, Lance Stroll coglie il nono tempo, mentre George Russell è comodo tra i qualificati, con il tredicesimo tempo. Le due McLaren di Sainz Jr. e Norris mostrano ancora il loro potenziale, posizionandosi alle spalle di Hamilton. A due minuti dal termine Giovinazzi termina contro le barriere, provocando l'esposizione delle bandiere gialle, per qualche secondo. Nel frattempo Russell scala decimo. Vengono eliminati Räikkönen, Pérez, Latifi, Giovinazzi e Grosjean, che di fatto non ha potuto effettuare nemmeno un giro cronometrato. Con il dodicesimo tempo di Russell la Williams porta una vettura in Q2, per la prima volta dal Gran Premio del Brasile 2018.
La pista non fa in tempo ad asciugarsi, che già all'inizio della seconda fase la pioggia fa di nuovo capolino sul tracciato. Sebastian Vettel è il primo pilota a lanciarsi in pista, seguito dalle due Mercedes. Il ferrarista ferma i cronometri su 1'21"072, battuto di due secondi da Valtteri Bottas in 1'19"006. Hamilton fa segnare un tempo molto più vicino a quello di Vettel, tanto da vedersi battuto da Leclerc. Daniil Kvjat si pone tra Vettel e Hamilton, mentre l'altro pilota dell'AlphaTauri, Gasly, batte Vettel.
Verstappen coglie il secondo tempo, distaccato di un secondo da Bottas. Lance Stroll sale, in seguito, al terzo posto, prima del giro di Hamilton in 1'18"741, che lo pone nettamente primo. Ancora una volta le condizioni di pista migliorano rapidamente, con una vera bagarre dei tempi. Gasly cede la terza posizione provvisoria, preceduto dal duo McLaren. Sale quarto Daniel Ricciardo, mentre Max Verstappen ottiene il miglior tempo, in 1'18"155. Vettel è settimo, spingendo così Charles Leclerc fuori dalla zona qualificazione. Il tedesco è però presto anche lui in zona pericolosa, a causa dei miglioramenti di Sainz Jr. e Gasly.
La FIA indaga, nel frattempo, su un incidente tra Leclerc e Kvjat, che sarà però valutato solo dopo il termine delle qualifiche. Norris e Ocon entrano fra i migliori cinque, mentre Vettel commette un errore alla prima curva, causata dal nuovo intensificarsi della pioggia. Alexander Albon e Valtteri Bottas approfittano degli ultimi istanti della sessione per migliorare i loro tempi, pur essendo già certi del passaggio alla fase finale. Sono esclusi dalla Q3 Leclerc, Russell, Stroll, Kvjat e Magnussen. Per la Williams è la miglior qualifica dal Gran Premio d'Italia 2018.
Anche la terza fase delle qualifiche inizia con la minaccia di un nuovo scroscio intenso di pioggia. Max Verstappen fa segnare il primo tempo di riferimento in 1'21"800; Lando Norris è a un secondo e mezzo, battuto da Esteban Ocon. Lewis Hamilton e Bottas s'intercalano tra Verstappen e Ocon, mentre Gasly si piazza alle spalle di Norris, prima che la Red Bull Racing di Albon colga il quinto tempo. Il tempo dell'anglo-thailandese è battuto da Daniel Ricciardo, ma non da Sebastian Vettel. Verstappen migliora, così come fanno Norris e Ocon, che passano Bottas, prima che Hamilton colga 1'21"272; subito dopo Gasly è terzo. Norris migliora ancora, batte Gasly, ma è comunque soggetto a una penalizzazione in griglia per una reprimenda subita nel corso delle libere.
Ocon si riprende ancora la terza posizione, prima di essere superato da Bottas, che scala primo, in 1'21"036. A cinque minuti dal termine delle qualifiche Lewis Hamilton batte il compagno di team, e si pone al comando della lista dei tempi (1'20"649). Lando Norris si vede cancellato un tempo, per avere superato i limiti del tracciato, mentre Albon prende la terza posizione al compagno di scuderia Verstappen. Vettel si migliora, restando però molto lontano dai tempi dei migliori. Le condizioni della pista sono in netta ripresa, consentendo a tutti i piloti di limare i loro tempi. Sainz Jr. scala quarto, prima che Pierre Gasly colga il terzo tempo. Max Verstappen, con 1'20"489, ripassa a condurre la graduatoria.
Lewis Hamilton replica subito all'olandese, in 1'19"702. Albon è ancora quarto, Sainz Jr. non migliora, mentre Vettel deve accontentarsi dell'ottavo tempo. La Renault di Ricciardo è ora salita settima, davanti a Ocon, che però piazza ancora un giro rapido, tanto da essere terzo. Nell'ultimo tentativo Verstappen, che stava cogliendo un tempo molto interessante, va in testacoda; Hamilton conferma ancora la sua capacità in prova, fermando il tempo su 1'19"273, ovvero 1,2 secondi meno del tempo di Verstappen. Chiude con il terzo tempo Carlos Sainz Jr., che affianca in seconda fila Valtteri Bottas. La terza fila è di Esteban Ocon e Alexander Albon. Per Hamilton è l'ottantanovesima pole position nel campionato mondiale di Formula 1. Hamilton è il primo pilota nella storia del mondiale di Formula 1 a ottenere almeno una pole position per 14 stagioni, tra l'altro di fila.
Al termine della sessione il pilota della Ferrari Charles Leclerc è penalizzato di tre posizioni in griglia di partenza e di un punto sulla Superlicenza per avere ostacolato Daniil Kvjat durante la Q2.

### Risultati
Nella sessione di qualifica si è avuta questa situazione:
| Pos                         | Nº | Pilota             | Costruttore               | Q1          | Q2       | Q3       | Griglia |
| --------------------------- | -- | ------------------ | ------------------------- | ----------- | -------- | -------- | ------- |
| 1                           | 44 | Lewis Hamilton     | Mercedes                  | 1'18"188    | 1'17"825 | 1'19"273 | 1       |
| 2                           | 33 | Max Verstappen     | Red Bull Racing-Honda     | 1'18"297    | 1'17"938 | 1'20"489 | 2       |
| 3                           | 55 | Carlos Sainz Jr.   | McLaren-Renault           | 1'18"590    | 1'18"836 | 1'20"671 | 3       |
| 4                           | 77 | Valtteri Bottas    | Mercedes                  | 1'18"791    | 1'18"657 | 1'20"701 | 4       |
| 5                           | 31 | Esteban Ocon       | Renault                   | 1'19"687    | 1'18"764 | 1'20"922 | 5       |
| 6                           | 4  | Lando Norris       | McLaren-Renault           | 1'18"504    | 1'18"448 | 1'20"925 | 9       |
| 7                           | 23 | Alexander Albon    | Red Bull Racing-Honda     | 1'20"882    | 1'19"014 | 1'21"011 | 6       |
| 8                           | 10 | Pierre Gasly       | AlphaTauri-Honda          | 1'20"192    | 1'18"744 | 1'21"028 | 7       |
| 9                           | 3  | Daniel Ricciardo   | Renault                   | 1'19"662    | 1'19"229 | 1'21"192 | 8       |
| 10                          | 5  | Sebastian Vettel   | Ferrari                   | 1'20"243    | 1'19"545 | 1'21"651 | 10      |
| 11                          | 16 | Charles Leclerc    | Ferrari                   | 1'20"871    | 1'19"628 | N.D.     | 14      |
| 12                          | 63 | George Russell     | Williams-Mercedes         | 1'20"382    | 1'19"636 | N.D.     | 11      |
| 13                          | 18 | Lance Stroll       | Racing Point-BWT Mercedes | 1'19"697    | 1'19"645 | N.D.     | 12      |
| 14                          | 26 | Daniil Kvjat       | AlphaTauri-Honda          | 1'19"824    | 1'19"717 | N.D.     | 13      |
| 15                          | 20 | Kevin Magnussen    | Haas-Ferrari              | 1'21"140    | 1'20"211 | N.D.     | 15      |
| 16                          | 7  | Kimi Räikkönen     | Alfa Romeo Racing-Ferrari | 1'21"372    | N.D.     | N.D.     | 16      |
| 17                          | 11 | Sergio Pérez       | Racing Point-BWT Mercedes | 1'21"607    | N.D.     | N.D.     | 17      |
| 18                          | 6  | Nicholas Latifi    | Williams-Mercedes         | 1'21"759    | N.D.     | N.D.     | 18      |
| 19                          | 99 | Antonio Giovinazzi | Alfa Romeo Racing-Ferrari | 1'21"831    | N.D.     | N.D.     | 19      |
| 20                          | 8  | Romain Grosjean    | Haas-Ferrari              | senza tempo | N.D.     | N.D.     | PL      |
| Tempo limite 107%: 1'23"661 |    |                    |                           |             |          |          |         |

In grassetto sono indicate le migliori prestazioni in Q1, Q2 e Q3.

## Gara

### Resoconto
Lewis Hamilton mantiene, al via, il comando della gara, mentre alle sue spalle Carlos Sainz Jr. riesce a sopravanzare Max Verstappen per il secondo posto, anche se l'olandese presto si riprende la posizione. Alla terza curva c'è un contatto fra le Ferrari, con Charles Leclerc che tampona Sebastian Vettel. Il tedesco si ritira subito, con l'alettone posteriore completamente distrutto, mentre il monegasco passa ai box per cambiare il musetto, ma già al quarto giro abbandonerà anche lui la gara con il fondo piatto della vettura danneggiato. La direzione di gara decide per l'invio in pista della safety car per consentire ai commissari di pulire il tracciato dai detriti lasciati dalle due SF1000. È la seconda volta dopo il Gran Premio del Brasile 2019 che i due piloti della casa di Maranello entrano in rotta di collisione.
La gara riprende dopo un giro, con Hamilton al comando, davanti a Verstappen, Sainz Jr., Valtteri Bottas, Alexander Albon, Esteban Ocon e Daniel Ricciardo. Al quarto giro George Russell esce di pista, rientra senza danni ma in ultima posizione. Due giri dopo Bottas passa Sainz Jr. per il terzo posto. Lo spagnolo della McLaren cede, poco dopo, anche ad Albon. Nelle retrovie si fa largo Sergio Pérez che passa prima Lando Norris e poi Pierre Gasly, cogliendo l'ottavo posto. Il francese della Scuderia AlphaTauri è superato, al ventesimo giro, anche da Norris.
Al ventiquattresimo giro Max Verstappen anticipa la sua sosta, ripartendo con gomme medie. Ora è terzo, sempre davanti all'altro pilota della Red Bull Racing, Albon. Un giro dopo termina la gara per Esteban Ocon, costretto a un ritiro precauzionale per un problema elettrico. Lewis Hamilton attende il ventisettesimo giro per la sua fermata ai box. Rientra in gara comodamente davanti a Verstappen. Subito il britannico fa segnare il miglior giro, risultando di sette decimi più rapido di Bottas, che resta in pista con gomma soft. Carlos Sainz Jr. si ferma al trentatreesimo passaggio, ma la sosta è lenta per un errore dei meccanici. Anche Lance Stroll si ferma per il cambio gomme, nello stesso giro. Bottas si ferma poco dopo, rientrando in gara terzo, alle spalle di Hamilton e Verstappen. Alle sue spalle ci sono Alexander Albon e Daniel Ricciardo. Quando l'anglo-thailandese si ferma, rientra in pista alle spalle dell'australiano della Renault.
Si accende una lotta, al limite della zona dei punti, tra Lance Stroll e le Alfa Romeo Racing, che non hanno effettuato ancora il pit stop. Stroll passa prima Kimi Räikkönen e poi Antonio Giovinazzi, scalando così ottavo. Il giro dopo il finlandese è passato anche da Carlos Sainz Jr.. Nello stesso giro c'è la sosta di Ricciardo, che riparte settimo. L'australiano, dopo le soste al quarantesimo giro per Pérez e Norris, ritorna quinto. Seguono poi le due Racing Point di Lance Stroll e Sergio Pérez, e Carlos Sainz Jr.. Kimi Räikkönen, nono, non ha effettuato ancora il pit stop.
Al quarantaseiesimo passaggio Pérez passa Stroll. Ancora tre giri, e il messicano passa anche Ricciardo, dopo una serie di giri veloci. Il ritmo del pilota della Racing Point è tale da permettergli di avvicinarsi ad Albon, quarto. Nello stesso periodo di gara anche Bottas è capace di ridurre la distanza da Verstappen. Entrambi i piloti scontano però dei problemi di stabilità. Sainz Jr. cede la posizione al compagno di scuderia, Norris. Il britannico segna il giro veloce, al cinquantaseiesimo passaggio, avvicinandosi al duo Stroll-Ricciardo. La rincorsa di Bottas sembra compiersi al giro successivo, ma Verstappen è capace di risuperare il finlandese, con un passaggio all'esterno della curva 5. La resistenza dell'olandese della Red Bull termina però il giro seguente, quando Bottas chiude il sorpasso in maniera netta.
Carlos Sainz Jr. effettua ancora una sosta, per montare gomme nuove e tentare di ottenere il miglior giro, colto nello stesso giro dal leader di gara, Lewis Hamilton. La stessa strategia dello spagnolo della McLaren è tentata anche da Verstappen, che però rientra fra dei doppiati e non riesce ad abbassare il limite del giro a differenza di Sainz Jr. (1'05"619).
Negli ultimi giri Norris rinviene su Stroll e Ricciardo, iniziando una dura battaglia per la sesta posizione. Sergio Pérez attacca Albon, per il quarto posto, ma rompe l'alettone anteriore, rallentando vistosamente. Nel penultimo giro Lance Stroll supera Ricciardo, consentendo a Norris di attaccare entrambi i piloti: il britannico ha la meglio sulla Renault, mentre non riesce a superare anche Stroll. Solo nell'ultimo giro il pilota della McLaren passa Stroll, tra la terza e quarta curva.
Lewis Hamilton ottiene la sua prima vittoria stagionale, davanti a Valtteri Bottas e Max Verstappen. All'ultima curva Norris passa anche Pérez, ormai alla deriva, con una vettura inguidabile, che riesce però a resistere al ritorno di Stroll e Ricciardo per pochi millesimi su entrambi. Per Hamilton è il quattordicesimo anno di fila con almeno una vittoria iridata. Carlos Sainz Jr. ottiene il suo primo giro veloce in carriera ed è il primo spagnolo a farlo dopo Fernando Alonso nel Gran Premio d'Ungheria 2017.

### Risultati
I risultati del Gran Premio sono i seguenti:
| Pos | Nº | Pilota             | Costruttore               | Giri | Tempo/Ritiro              | Griglia | Punti |
| --- | -- | ------------------ | ------------------------- | ---- | ------------------------- | ------- | ----- |
| 1   | 44 | Lewis Hamilton     | Mercedes                  | 71   | 1h22'50"683               | 1       | 25    |
| 2   | 77 | Valtteri Bottas    | Mercedes                  | 71   | +13"719                   | 4       | 18    |
| 3   | 33 | Max Verstappen     | Red Bull Racing-Honda     | 71   | +33"698                   | 2       | 15    |
| 4   | 23 | Alexander Albon    | Red Bull Racing-Honda     | 71   | +44"400                   | 6       | 12    |
| 5   | 4  | Lando Norris       | McLaren-Renault           | 71   | +1'01"470                 | 9       | 10    |
| 6   | 11 | Sergio Pérez       | Racing Point-BWT Mercedes | 71   | +1'02"387                 | 17      | 8     |
| 7   | 18 | Lance Stroll       | Racing Point-BWT Mercedes | 71   | +1'02"453                 | 12      | 6     |
| 8   | 3  | Daniel Ricciardo   | Renault                   | 71   | +1'02"591                 | 8       | 4     |
| 9   | 55 | Carlos Sainz Jr.   | McLaren-Renault           | 70   | +1 giro                   | 3       | 3     |
| 10  | 26 | Daniil Kvjat       | AlphaTauri-Honda          | 70   | +1 giro                   | 13      | 1     |
| 11  | 7  | Kimi Räikkönen     | Alfa Romeo Racing-Ferrari | 70   | +1 giro                   | 16      |       |
| 12  | 20 | Kevin Magnussen    | Haas-Ferrari              | 70   | +1 giro                   | 15      |       |
| 13  | 8  | Romain Grosjean    | Haas-Ferrari              | 70   | +1 giro                   | PL      |       |
| 14  | 99 | Antonio Giovinazzi | Alfa Romeo Racing-Ferrari | 70   | +1 giro                   | 19      |       |
| 15  | 10 | Pierre Gasly       | AlphaTauri-Honda          | 70   | +1 giro                   | 7       |       |
| 16  | 63 | George Russell     | Williams-Mercedes         | 69   | +2 giri                   | 11      |       |
| 17  | 6  | Nicholas Latifi    | Williams-Mercedes         | 69   | +2 giri                   | 18      |       |
| Rit | 31 | Esteban Ocon       | Renault                   | 25   | Surriscaldamento          | 5       |       |
| Rit | 16 | Charles Leclerc    | Ferrari                   | 4    | Collisione con S. Vettel  | 14      |       |
| Rit | 5  | Sebastian Vettel   | Ferrari                   | 1    | Collisione con C. Leclerc | 10      |       |

Carlos Sainz Jr. riceve un punto addizionale per avere segnato il giro più veloce della gara.

## Classifiche mondiali

### Piloti
| Pos | Pilota             | Punti |
| --- | ------------------ | ----- |
| 1   | Valtteri Bottas    | 43    |
| 2   | Lewis Hamilton     | 37    |
| 3   | Lando Norris       | 26    |
| 4   | Charles Leclerc    | 18    |
| 5   | Sergio Pérez       | 16    |
| 6   | Max Verstappen     | 15    |
| 7   | Carlos Sainz Jr.   | 13    |
| 8   | Alexander Albon    | 12    |
| 9   | Pierre Gasly       | 6     |
| 10  | Lance Stroll       | 6     |
| 11  | Esteban Ocon       | 4     |
| =   | Daniel Ricciardo   | 4     |
| 13  | Antonio Giovinazzi | 2     |
| 14  | Daniil Kvjat       | 1     |
| 15  | Sebastian Vettel   | 1     |

### Costruttori
| Pos | Costruttore               | Punti |
| --- | ------------------------- | ----- |
| 1   | Mercedes                  | 80    |
| 2   | McLaren-Renault           | 39    |
| 3   | Red Bull Racing-Honda     | 27    |
| 4   | Racing Point-BWT Mercedes | 22    |
| 5   | Ferrari                   | 19    |
| 6   | Renault                   | 8     |
| 7   | AlphaTauri-Honda          | 7     |
| 8   | Alfa Romeo Racing-Ferrari | 2     |

## Decisioni della FIA
Al termine della gara la Renault presenta una protesta ai commissari contro la Racing Point, per contestare la regolarità della vettura del team inglese. La protesta fa riferimento a diversi articoli del regolamento sportivo che sarebbero violati dal progetto della RP20, copiato dalla Mercedes. I commissari accolgono, giudicandolo ammissibile, il reclamo della scuderia francese contro le prese d'aria dei freni della vettura, sia anteriori che posteriori. Le parti contestate saranno verificate e nell'analisi sarà coinvolta anche la Mercedes. Per questo motivo la sesta e la settima posizione d'arrivo di Sergio Pérez e Lance Stroll sono soggette a conferma da parte dei commissari.
La Federazione, il 7 agosto successivo, dopo avere esaminato tutte le parti contestate, dà ragione alla Renault, sentenziando che le prese d'aria della Racing Point RP20 sono una copia di quelle della vettura della Mercedes del campionato precedente. Per questa gara al team inglese è stata comminata una multa di 200 000 euro per vettura e la perdita di 15 punti nel mondiale costruttori. I piloti Sergio Pérez e Lance Stroll non vengono sanzionati. La Renault valuta blanda l'ammenda inflitta al team britannico e considera l'idea di presentare un ulteriore ricorso. Successivamente la Ferrari, la scuderia francese e la stessa Racing Point decidono di presentare appello contro la sentenza emessa dalla Federazione, mentre McLaren e Williams rinunciano a presentare ricorso. Qualche settimana più tardi la Renault decide di ritirare l'appello contro la scuderia inglese, successivamente seguita dalla stessa Racing Point e dalla Ferrari. I team accettano quindi la sentenza emessa dalla Federazione, dopo che quest'ultima chiarisce le norme che vietano la presenza di monoposto uguali in futuro.
Il contatto all'ultimo giro tra Lance Stroll e Daniel Ricciardo non viene sanzionato.